# Copas amargas
Copas amargas fue un seriado realizado por Coestrellas para el Canal A en 1996, escrita por Bernardo Romero Pereiro y protagonizada por Kristina Lilley y Edmundo Troya.
Es un dramatizado que cuenta la historia de Marcela, una mujer alcohólica que por culpa de su problema pone en riesgo la estabilidad de su matrimonio y la unión familiar.

## Elenco
- Kristina Lilley .... Marcela Londoño
- César Mora .... Cristóbal
- Edmundo Troya .... Fernando Mejía
- Humberto Dorado .... Samuel Sáenz
- Samara de Córdova .... Greta De Mejía
- Pilar Uribe .... Ximena Pombo
- Franky Linero .... Ramiro Morales
- Luly Bossa .... Claudia Jaramillo
- Valentina Rendón .... Silvana Mejía
- Andrés Martínez .... Francisco Mejía
- Susana Torres .... Paulina
- Juan Carlos Giraldo .... Ramírez
- Alberto Pujol .... Octavio Molina
- Estela Redondo .... Mónica
- Henry Castillo .... Eduardo
- Adriana Vera .... Estela Santamaría
- Adriana Romero .... Beatriz Londoño